# Anguillara Sabazia
Anguillara Sabazia è un comune italiano di 19 086 abitanti della città metropolitana di Roma Capitale nel Lazio.
Sito a 32,7 km a nord-ovest della capitale, il comune si affaccia sul lago di Bracciano; nel 2001 è stato insignito del titolo di città.

## Geografia fisica

### Territorio
Anguillara, posta sui rilievi Sabatini, si estende su un promontorio sulla sponda sud-orientale del lago di Bracciano, il terzo per estensione fra i laghi dell'Italia centrale, dopo il lago Trasimeno e il lago di Bolsena. Ciò ne fa un importante centro turistico e balneare. Nel territorio comunale ricadono anche le sponde del lago di Martignano, condivise con i comuni di Roma e Campagnano di Roma.
Poco più ad est del centro abitato nasce il fiume Arrone, un emissario del lago di Bracciano, con andamento iniziale da Nord Ovest a Sud Est, e quindi verso sud, prima di entrare nel territorio comunale di Roma, in prossimità di Osteria Nuova.

### Clima
A causa della vicinanza del paese al lago Sabatino, il clima è mite, con frequenti piogge in inverno ed estati calde e afose.

## Storia
I primi insediamenti umani documentati nel comune di Anguillara sono di epoca neolitica, infatti, presso la località la Marmotta, è stato rinvenuto sotto le acque del lago un villaggio datato a circa ottomila anni fa, tra i più antichi dell'area mediterranea, nonché il più antico del continente europeo ad oggi conosciuto.
Il lago, prima di chiamarsi "di Bracciano", si chiamava "di Anguillara" e, prima ancora, "di Tarquinia".
Una ricca patrizia romana, Rutilia Polla, possedeva una villa sulle sponde del lago, proprio sotto la Collegiata, e allevava pesce di lago per rifornire il mercato di Roma. La villa era a forma di angolo, perciò detta Angularia; da qui deriverebbe il nome Anguillara.
Di Anguillara si ha poi notizia certa da un documento che assegnava i diritti di pesca nel lago al figlio del conte Bellisone, per il quale si sa che nel 1019 esisteva un borgo fortificato (castrum), citato anche in una bolla di papa Innocenzo III del 1205, e in un documento del 1320 che riporta le pretese del notaio Pietro di Amadeo sul castrum Anguillariae.
Divenuta contea (contea di Anguillara) con la famiglia degli Orsini (Carlo Orsini fu il primo conte) nel XV secolo, Anguillara fu incorporata nel 1560 nel ducato di Bracciano, retto sempre dagli Orsini, i quali, estinti alla morte dell'ultimo duca Flavio, venne ceduta dalla Congregazione dei Baroni per 275 000 scudi al marchese Domenico Grillo nel 1693.
Anguillara divenne comune autonomo nel 1790, per distacco da Roma.
Il suffisso Sabazia, derivante dal nome della zona, serve a distinguerlo da un omonimo centro del padovano, Anguillara Veneta.
L'otto settembre 1943 la città fu scenario di un eccidio nazista, in cui rimasero vittime 3 civili.

### Simboli
Lo stemma è stato riconosciuto con DCG del 4 febbraio 1933.
Il gonfalone è un drappo partito di bianco e di azzurro.

### Onorificenze

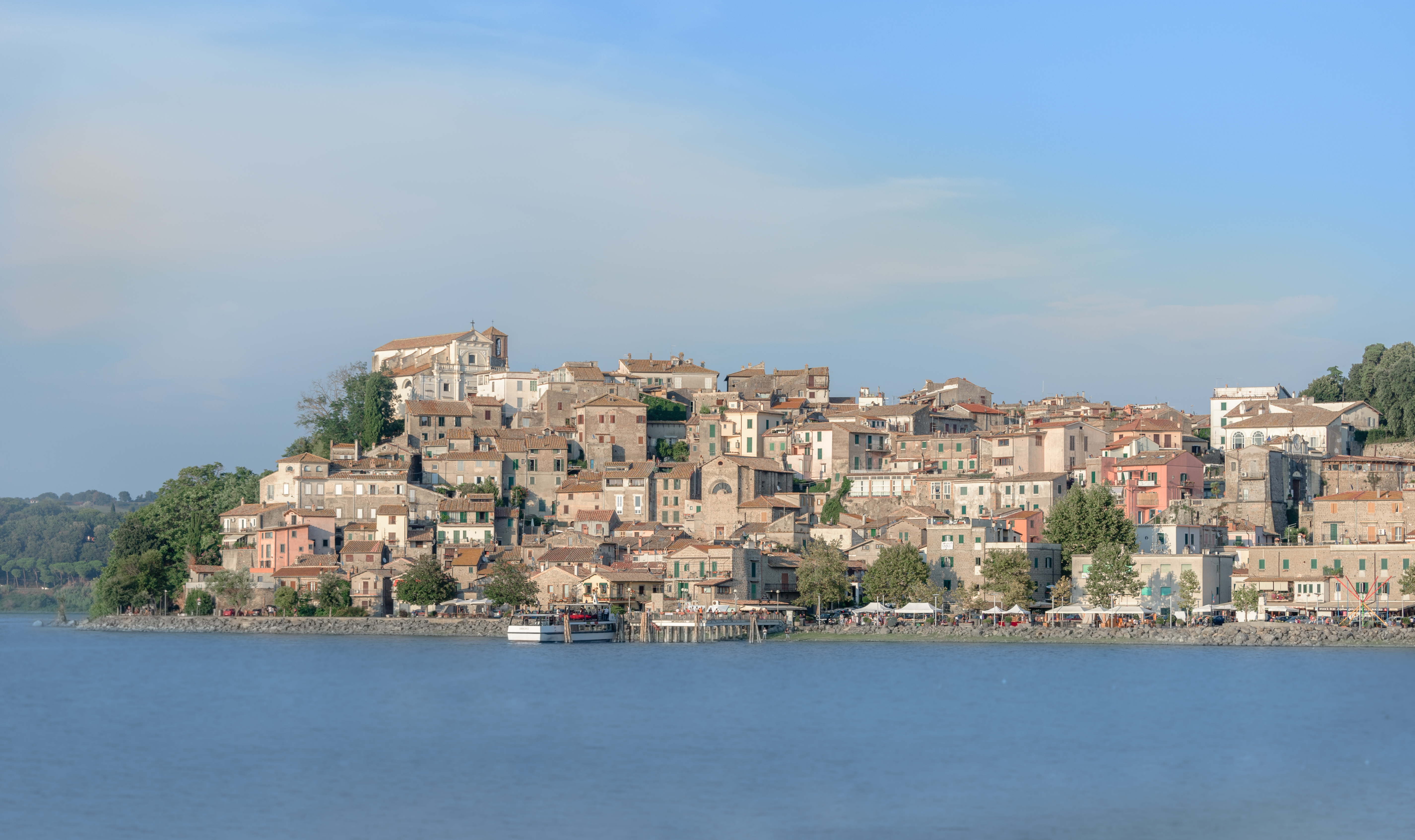
Il centro storico

## Monumenti e luoghi d'interesse

### Architetture religiose
- Collegiata di Santa Maria Assunta è situata sul punto più alto del promontorio ove riposa il paese vecchio, e la terrazza limitrofa. Il paese è stato rifatto completamente nel cinquecento; molte case conservano la struttura medievale ad ambienti sovrapposti, non tramezzati, grandi quanto tutto l'edificio e collegati fra loro da una scala centrale che sbocca nel pavimento dell'ambiente superiore;
- chiesa quattrocentesca di San Francesco e i suoi affreschi;
- chiesa medioevale della Madonna delle Grazie sul lungolago, con l'affresco della Madonna con Bambino (poi diventato santuario a causa di un miracolo);
- chiesa di San Biagio, cinquecentesca, con le sue tele;
- chiesetta della SS. Trinità, del 1689, nei pressi del cimitero, appena fuori dal centro storico.

### Architetture civili

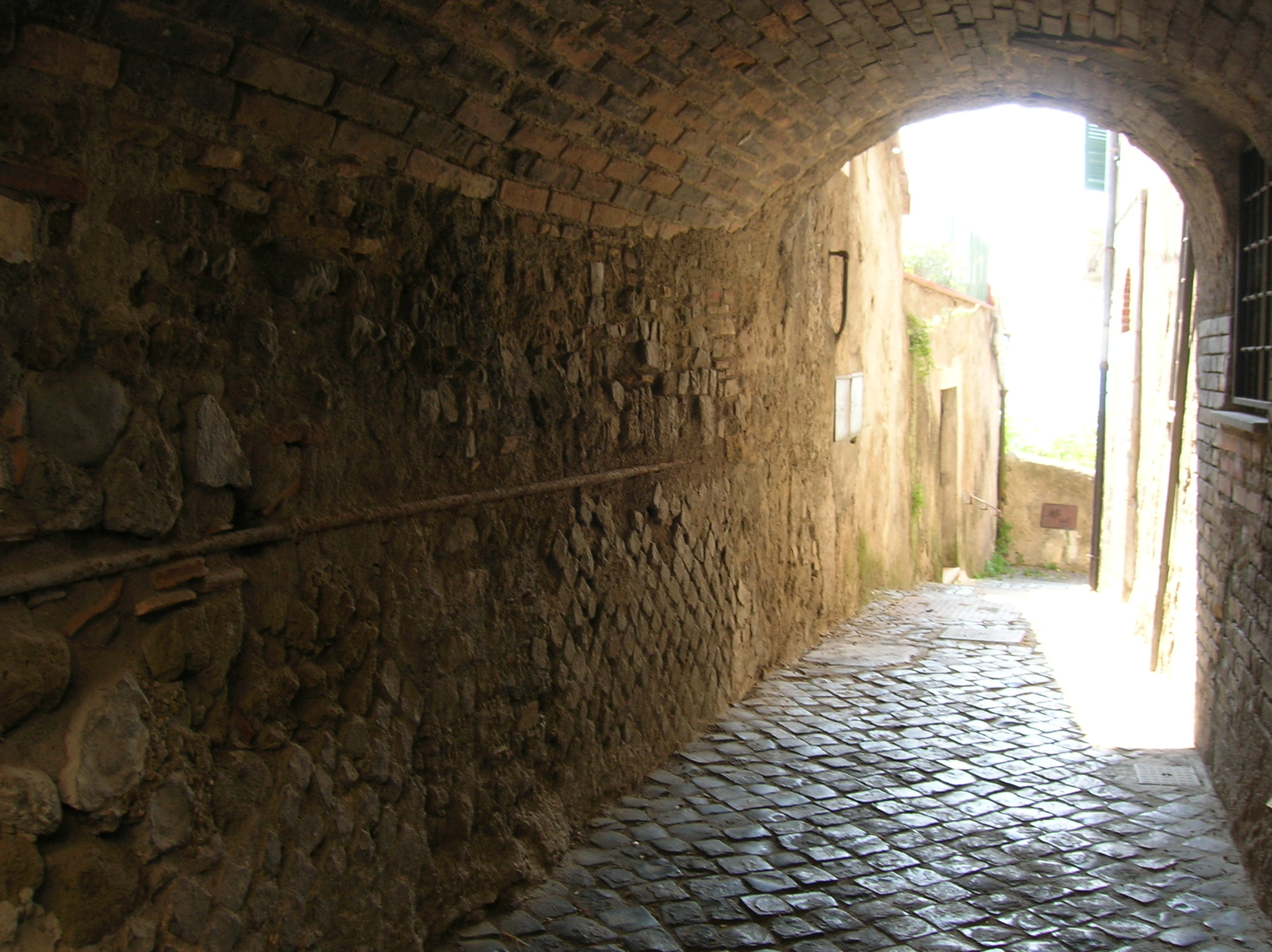
Vicolo Grondarella

- Porta cinquecentesca, antico punto di ingresso alla città, sormontata da un orologio e unita da un bastione cinquecentesco al torrione medievale;
- Casa antica dei Turco, storica famiglia anguillarina stipulatrice degli accordi anguillo-segnini;
- Palazzo comunale con i suoi affreschi[12].

### Architetture militari
- Torrione medievale, oggi sede del Museo della civiltà contadina e della cultura popolare.

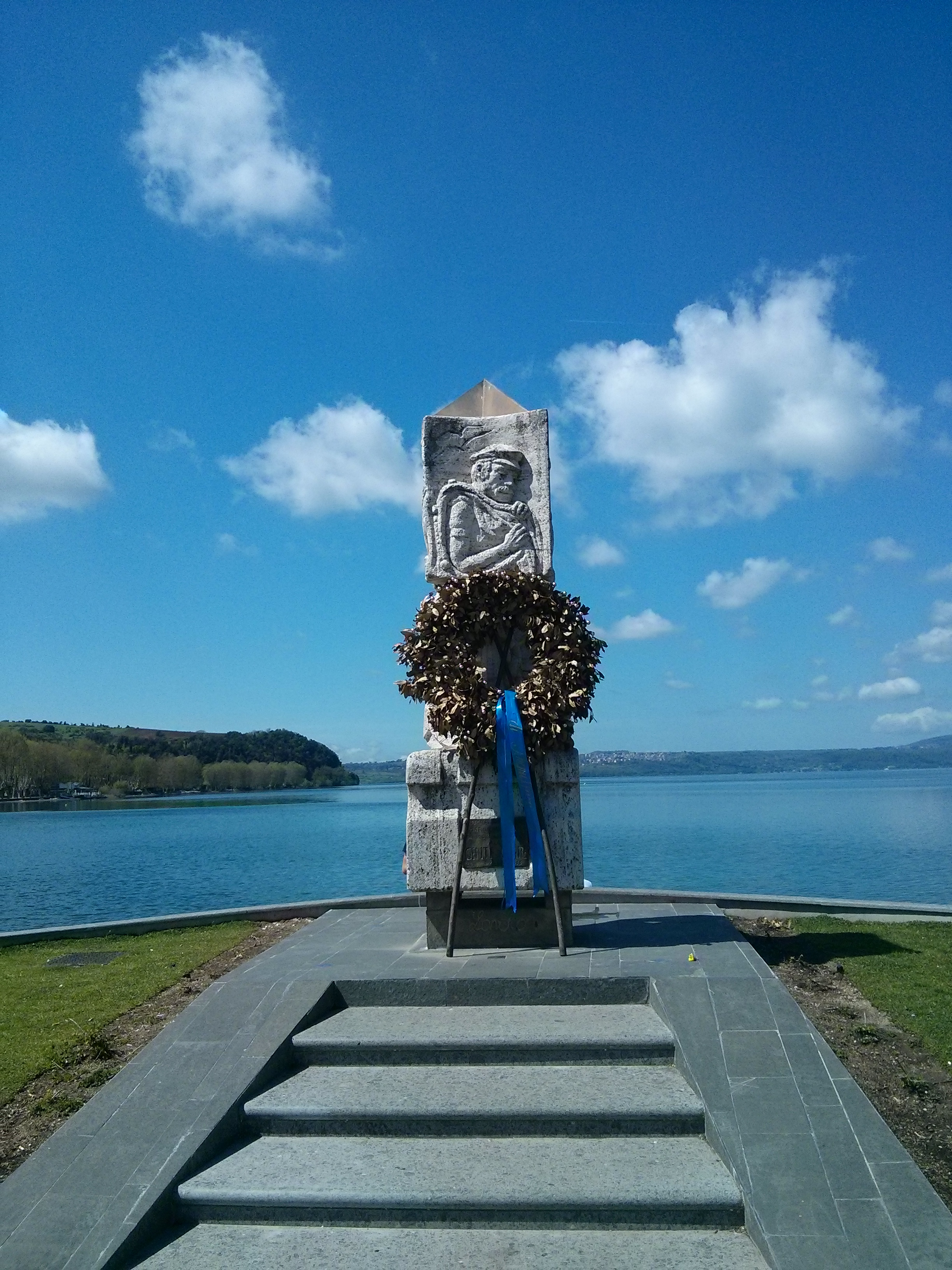
Monumento ai Caduti del Mare

### Altro
- Il Guerriero, statua realizzato dall'artista Mauro Martoriati, è collocato vicino all'incrocio di via Tolstoi con via Anguillarese.
- Ai Caduti del Mare, monumento presso la piazza del Molo.

### Siti archeologici
- Sito archeologico La Marmotta, dove sono stati scoperti reperti relativi ad un villaggio del neolitico antico, risalente a circa 7 000 anni fa, ora sommerso dalle acque del lago. Nel corso degli scavi subacquei sono stati recuperati importanti reperti, tra cui numerosissime ceramiche, strumenti di legno, resti paleobotanici e cinque piroghe.[13]
- Parco Acqua Claudia, un parco archeologico-naturalistico, dove sono conservati i resti di una grande domus romana del I secolo a.C.;[14][15]
- Villa romana delle Mura di Santo Stefano, un complesso monumentale che risale al II secolo d.C.[16]

### Aree naturali
- Spiagge della frazione di Vigna di Valle, situata in un golfo sulla sponda meridionale del lago;
- Parco naturale regionale del complesso lacuale di Bracciano - Martignano;
- fontana della Terra.

## Società

### Evoluzione demografica
Abitanti censiti

### Etnie e minoranze straniere
Secondo i dati ISTAT al 31 dicembre 2010 la popolazione straniera residente era di 1 868 persone. Le nazionalità maggiormente rappresentate in base alla loro percentuale sul totale della popolazione residente erano:
- Romania 852 4,51%
- Polonia 212 1,12%

## Cultura

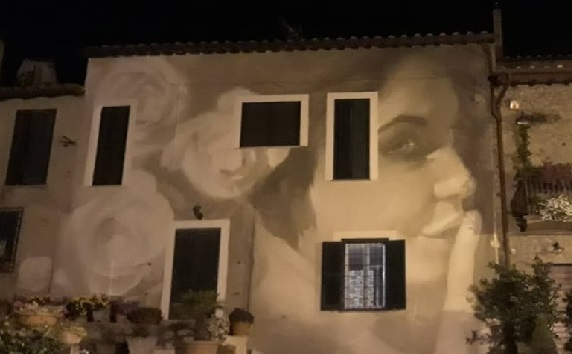
La bella che guarda il lago in piazza del Pratuccio ad opera di Luis Gomez de Teran

### Istruzione

#### Musei
- Museo storico della civiltà contadina e della cultura popolare Augusto Montori, espone oggetti e attrezzi di uso agricolo.[19]
- Museo Neolitico, che espone reperti e materiale esplicativo del villaggio neolitico sommerso di Anguillara.[20]

### Cinema[senzafonte]
- La scena del pranzo durante la scampagnata degli studenti con le loro fidanzate in Re di denari del 1936, di Enrico Guazzoni, con Angelo Musco, è stata girata nei giardini in cima ai bastioni del paese, alle spalle del palazzo del Comune.
- Vi è stato girato, per gli esterni, il film Cani e gatti (1952), diretto da Leonardo De Mitri.
- Il film Il nostro campione (1955) è stato completamente girato ad Anguillara.
- Gran parte delle riprese del film Il carabiniere a cavallo (1961) con Nino Manfredi sono state realizzate ad Anguillara.
- La serie di scene del blocco militare lungo la linea ferroviaria ne La Marcia su Roma di Dino Risi del 1963, con Vittorio Gassman e Ugo Tognazzi, è stata girata alla stazione di Anguillara, in particolare al passaggio a livello verso la fonte dell'Acqua Claudia.
- Una piccola parte del film Ecco noi per esempio (1978) con Adriano Celentano e Renato Pozzetto è stato girato ad Anguillara.
- Alcune scene della famosa miniserie Le avventure di Pinocchio tratte dall'ancor più famoso romanzo per ragazzi di Carlo Collodi sono state girate sulle sponde del lago di Martignano, piccolo lago ospitato sul territorio del comune di Anguillara, e sulle vie limitrofe allo stesso.
- La scena del film Fantozzi in cui il ragionier Filini e Fantozzi giocano a tennis è girata ad Anguillara nella zona Poggio dei Pini. Le scene del campeggio dello stesso film sono state girate al Parco del Lago, a 4 km dal paese.
- Alcune scene della prima serie TV de Il commissario Manara sono state girate alle spalle della piazza del molo.
- Alcune scene de Il diavolo e l'acquasanta (1983) di Bruno Corbucci con Tomás Milián.
- L'episodio Rachele della serie TV Il tredicesimo apostolo con Claudio Gioè e Claudia Pandolfi.
- La scena dell'incidente del carro funebre nell'episodio il Candido di Grande, grosso e... Verdone è stata girata in via della Cannella, dopo la prima curva scendendo da via di Santo Stefano verso il lago.
- Alcune sequenze del film Tutta la conoscenza del mondo (2001), con Giovanna Mezzogiorno, sono state girate in via del Molo
- Alcune scene del film Nine (2009), la cui parte vede come protagonisti Daniel Day-Lewis e Judi Dench passeggiare sulla banchina del lungolago.
- Il film Gli ultimi saranno ultimi (2015) di Massimiliano Bruno, è stato girato ad Anguillara.
- Fiction Chiamami ancora amore (2021), con Greta Scarano e Simone Liberati.
- Fiction Buongiorno, mamma! con Raoul Bova e Maria Chiara Giannetta

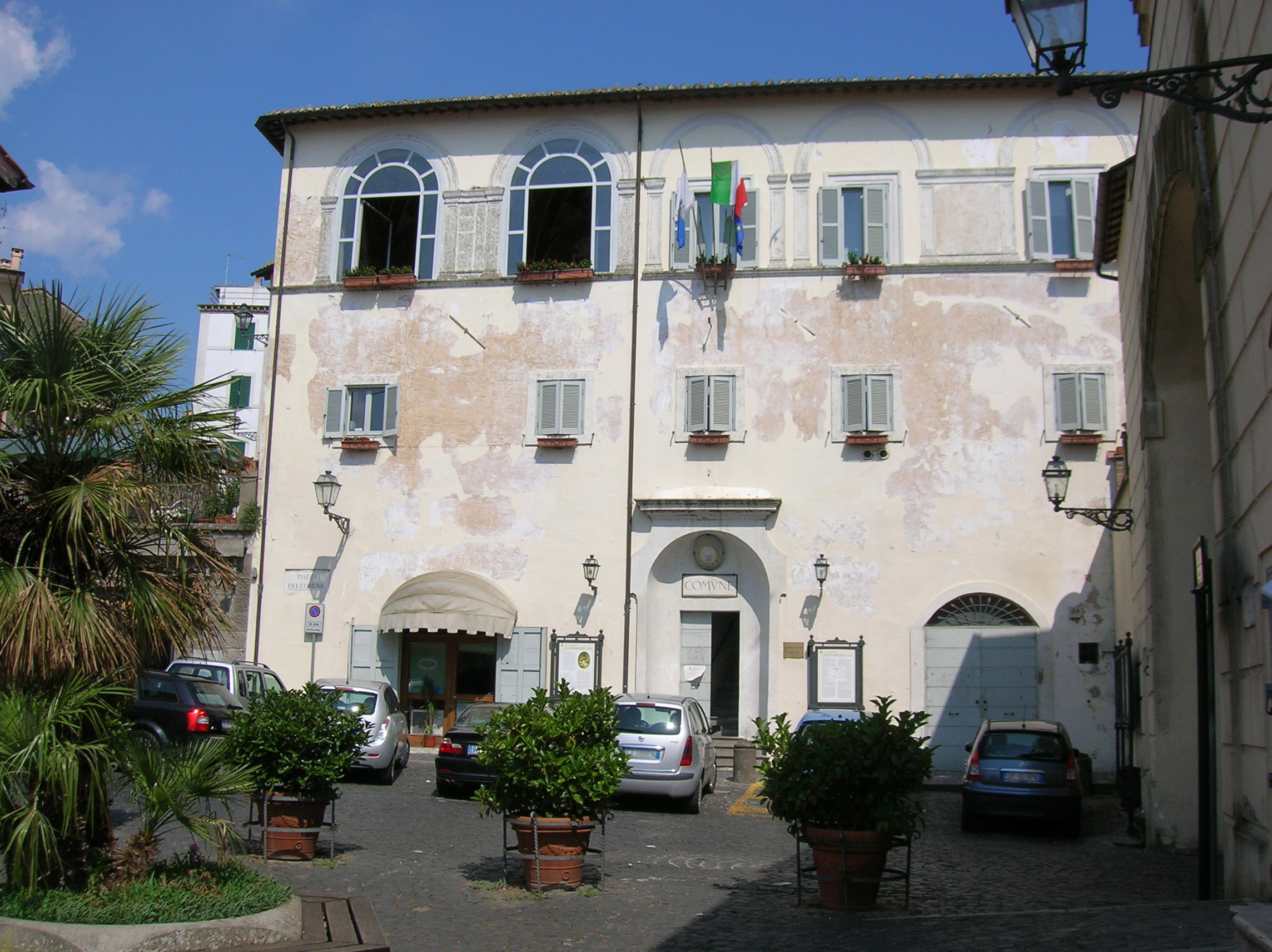
Il municipio

## Economia

### Artigianato
Tra le attività economiche più tradizionali, diffuse e rinomate vi sono quelle artigianali, come la lavorazione e l'arte del ferro.

## Infrastrutture e trasporti

### Ferrovie
Anguillara Sabazia è servita dall'omonima stazione ferroviaria che dista circa 3,5 km dal centro cittadino, nella quale fermano i treni della ferrovia Roma-Capranica-Viterbo. Il collegamento con il centro cittadino è garantito da un servizio bus-navetta.
|  | È raggiungibile dalla stazione di Anguillara. |

### Porti
Anguillara Sabazia è inoltre collegata a Bracciano e Trevignano Romano, ad eccezione del periodo invernale, per mezzo della motonave Sabazia II, gestita dal Consorzio Lago di Bracciano.

## Amministrazione
Nel 1872 cambia denominazione da Anguillara ad Anguillara Sabazia.
| Periodo        | Periodo          | Primo cittadino    | Partito                                     | Carica  | Note   |
| -------------- | ---------------- | ------------------ | ------------------------------------------- | ------- | ------ |
| 23 aprile 1995 | 12 giugno 1999   | Paolo Bianchini    | Polo del Buon Governo                       | Sindaco | [ 22 ] |
| 13 giugno 1999 | 12 giugno 2004   | Antonio Pizzigallo | Polo per le Libertà                         | Sindaco | [ 23 ] |
| 13 giugno 2004 | 23 dicembre 2008 | Emiliano Minnucci  | Democratici di Sinistra Partito Democratico | Sindaco | [ 24 ] |
| 12 giugno 2009 | 1º gennaio 2011  | Antonio Pizzigallo | Movimento per le Autonomie                  | Sindaco | [ 25 ] |
| 18 maggio 2011 | 21 giugno 2016   | Francesco Pizzorno | Lista civica di centro-sinistra             | Sindaco | [ 26 ] |
| 21 giugno 2016 | 18 febbraio 2020 | Sabrina Anselmo    | Movimento 5 Stelle                          | Sindaco | [ 27 ] |
| 5 ottobre 2020 | in carica        | Angelo Pizzigallo  | Forza Italia                                | Sindaco |        |

## Sport

### Calcio
- A.S.D. Anguillara Calcio (Girone C di Prima Categoria)
- A.S.D. Anguillara Calcio B (Girone A di Terza Categoria Viterbo)
- P.D. Sabazia Calcio (Settore Giovanile e Scolastico)

### Pallavolo
- Volley Anguillara Asd che nel 2019-2020 milita nel campionato maschile di Serie B.[28]
- Volley Anguillara Asd femminile

### Pattinaggio artistico
- A.S.D. Skating Club Anguillara

### Pallanuoto
- A.S.D. Anguillara Nuoto (Serie C per la Pallanuoto Maschile e Serie B per la Femminile)

### Scherma
- Club Scherma Anguillara (ex Club Scherma Gymnasium Sabatia)